# Argyria rufisignella
Argyria rufisignella là một loài bướm đêm trong họ Crambidae.